# Hoit

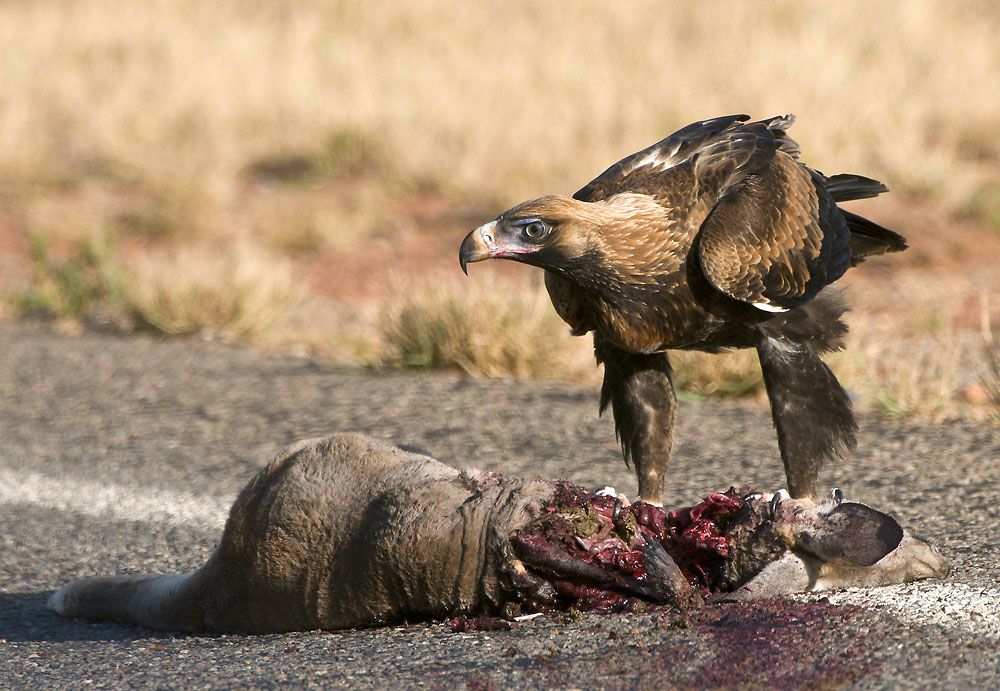
Un vultur australian hrănindu-se din hoitul unui cangur în regiunea Pilbara din Australia de Vest

Un hoit este cadavrul sau carcasa unui animal mort. Hoiturile reprezintă sursa de hrană pentru necrofagele din ecosisteme. Exemple tipice de animale care se hrănesc preponderent cu hoituri sunt hienele, vulturii, diavolii tasmanieni, urșii negri, dragonul de Komodo și multe altele. Există numeroase nevertebrate, precum viermi, furnici, familia Silphidae și altele care joacă un rol important în reciclarea resturilor animale.
Hoiturile încep să se descompună imediat după moartea animalelor, atrăgând în mod accelerat insecte și bacterii. Nu mult după apariția bacteriilor, cadavrul animalului începe să emite un miros extrem de puternic de descompunere, fetid, datorat prezenței acestor microorganisme, care produc reacții chimice soldate cu emisiunea de cadaverine și putrescine. Unele plante și fungi miros similar cu carcasele animalelor aflate în proces de descompunere, atrăgând astfel insecte care își exercită funcția de reproducere.